# Ethelgoda
Ethelgoda là một chi bướm đêm thuộc phân họ Tortricinae của họ Tortricidae.

## Các loài
- Ethelgoda texanana (Walsingham, 1879)